# Station Warszawa Wola
Station Warszawa Wola is een spoorwegstation in het stadsdeel Wola in de Poolse hoofdstad Warschau.